# 上 (蓮田市)
上（かみ）は、埼玉県蓮田市の町名。現行行政地名は上一丁目および上二丁目。住居表示実施地区。郵便番号は349-0122。

## 地理
埼玉県東部、蓮田市南部に位置する。東側で椿山と緑町に、南側で東と本町に、西側で見沼町に、北側で関山に隣接する。地区の東部は元荒川沿いの低地、西部は大宮台地（蓮田・岩槻支台）上にある。国道122号蓮田岩槻バイパスが東部を縦貫し、南部を埼玉県道311号蓮田鴻巣線や東北本線（宇都宮線）が通る。
住居表示の実施により成立した。町名は通称地名の「上町（かみちょう）」による。元荒川河川敷は市街化調整区域に指定されており、それ以外は市街化区域に指定されている。生産緑地地区は二丁目に2カ所存在する。
河川
- 元荒川

### 地価
住宅地の地価は、2020年（令和2年）1月1日の公示地価によれば、上二丁目3625番5（住居表示は上二丁目11番4号）の地点で10万5000円/m2となっている。

## 歴史
- 1964年（昭和39年） - 住居表示実施により、大字蓮田の一部から上一丁目・二丁目が成立[5]。
- 1972年（昭和47年）10月1日 - 蓮田町が市制施行し、蓮田市の町名となる。
- 2006年（平成18年）6月11日 - 地内に国道122号蓮田岩槻バイパスが開通する。

## 世帯数と人口
2020年（令和2年）9月1日時点の世帯数と人口は以下の通りである。
| 丁目     | 世帯数  | 人口    |
| -------- | ------- | ------- |
| 上一丁目 | 221世帯 | 463人   |
| 上二丁目 | 356世帯 | 737人   |
| 計       | 577世帯 | 1,200人 |

## 小・中学校の学区
市立小・中学校に通う場合、学区は以下の通りとなる。
| 丁目     | 区域 | 小学校                 | 中学校             |
| -------- | ---- | ---------------------- | ------------------ |
| 上一丁目 | 全域 | 蓮田市立蓮田中央小学校 | 蓮田市立蓮田中学校 |
| 上二丁目 | 全域 | 蓮田市立蓮田中央小学校 | 蓮田市立蓮田中学校 |

## 交通

### 鉄道
地区内の東との境界付近を東北本線（宇都宮線）が通るが、駅は所在しない。最寄り駅は同線蓮田駅であり、上二丁目3625番5（住居表示は上二丁目11番4号）の地点から約700 mの位置にある。

### 道路
- 国道122号蓮田岩槻バイパス - 地内は全区間アンダーパスで通る。
- 埼玉県道311号蓮田鴻巣線
- 都市計画道路蓮田駅西口通線 - 未整備地区について、事業化に向けた準備が行われている[11]。

## 施設
一丁目
- 須賀神社[12]

二丁目
- 蓮田市図書館
- 蓮田市立中央保育園
- 蓮田市消防団第2分団
- 堂山公園
- ふれあいの森

1980年の時点では、地内に蓮田市役所第2庁舎が所在した。